# British Home Championship 1913
De British Home Championship van 1913 was de 30e editie van de British Home Championship. Het toernooi werd gehouden van 18 januari tot en met 5 april 1913. Engeland werd kampioen.

## Eindstand
| Team      | Gsp | W | G | V | DV | DT | DS | Ptn |
| --------- | --- | - | - | - | -- | -- | -- | --- |
| Engeland  | 3   | 2 | 0 | 1 | 6  | 5  | +1 | 4   |
| Wales     | 3   | 1 | 1 | 1 | 4  | 4  | 0  | 3   |
| Schotland | 3   | 1 | 1 | 1 | 2  | 2  | 0  | 3   |
| Ierland   | 3   | 1 | 0 | 2 | 3  | 4  | –1 | 2   |

## Wedstrijden
|                                                         |         |                   |       |                                                                                 |
| 18 januari 1913 «onderlinge duels» 14:45 uur (UTC–0:25) | Ierland | 0 – 1             | Wales | Grosvenor Park, Belfast Toeschouwers: 8.000 Scheidsrechter: Jacky Pearson (ENG) |
| 18 januari 1913 «onderlinge duels» 14:45 uur (UTC–0:25) |         | 15' James Roberts |       | Grosvenor Park, Belfast Toeschouwers: 8.000 Scheidsrechter: Jacky Pearson (ENG) |

|                                                          |                          |       |                    |                                                                               |
| 15 februari 1913 «onderlinge duels» 15:30 uur (UTC–0:25) | Ierland                  | 2 – 1 | Engeland           | Windsor Park, Belfast Toeschouwers: 20.000 Scheidsrechter: Alex Jackson (SCO) |
| 15 februari 1913 «onderlinge duels» 15:30 uur (UTC–0:25) | Billy Gillespie 43', 75' |       | 10' Charlie Buchan | Windsor Park, Belfast Toeschouwers: 20.000 Scheidsrechter: Alex Jackson (SCO) |

|                                 |           |       |       |                                                                                  |
| 3 maart 1913 «onderlinge duels» | Schotland | 0 – 0 | Wales | Racecourse Ground, Wrexham Toeschouwers: 4.500 Scheidsrechter: Isaac Baker (ENG) |
| 3 maart 1913 «onderlinge duels» |           |       |       | Racecourse Ground, Wrexham Toeschouwers: 4.500 Scheidsrechter: Isaac Baker (ENG) |

|                                                       |                    |       |                                  |                                                                                |
| 15 maart 1913 «onderlinge duels» 15:30 uur (UTC–0:25) | Ierland            | 1 – 2 | Schotland                        | Dalymount Park, Dublin Toeschouwers: 23.000 Scheidsrechter: Arthur Adams (ENG) |
| 15 maart 1913 «onderlinge duels» 15:30 uur (UTC–0:25) | Jimmy McKnight 42' |       | 16' Willie Reid 32' Alec Bennett | Dalymount Park, Dublin Toeschouwers: 23.000 Scheidsrechter: Arthur Adams (ENG) |

|                                                  |                                                                        |       |                                                      |                                                                             |
| 17 maart 1913 «onderlinge duels» 15:30 uur (UTC) | Engeland                                                               | 4 – 3 | Wales                                                | Ashton Gate, Bristol Toeschouwers: 8.000 Scheidsrechter: Alex Jackson (SCO) |
| 17 maart 1913 «onderlinge duels» 15:30 uur (UTC) | Harold Fleming 27' Eddie Latheron 30' Joe McCall 35' Harry Hampton 55' |       | 10' Walter Davis 52' Billy Meredith 70' Ernest Peake | Ashton Gate, Bristol Toeschouwers: 8.000 Scheidsrechter: Alex Jackson (SCO) |

|                                                 |                   |       |           |                                                                                 |
| 5 april 1913 «onderlinge duels» 15:30 uur (UTC) | Engeland          | 1 – 0 | Schotland | Stamford Bridge, Londen Toeschouwers: 52.500 Scheidsrechter: Alex Jackson (SCO) |
| 5 april 1913 «onderlinge duels» 15:30 uur (UTC) | Harry Hampton 37' |       |           | Stamford Bridge, Londen Toeschouwers: 52.500 Scheidsrechter: Alex Jackson (SCO) |